# Mary Mgonja
Mary Mgonja, là một nhà khoa học nông nghiệp và nhà tạo giống cây trồng người Tanzania và làm giám đốc công nghệ và truyền thông tại Công ty Trách nhiệm hữu hạn Nông nghiệp Namburi, một doanh nghiệp nông nghiệp tư nhân Tanzania.

## Tiểu sử và giáo dục
Mgonja sinh ra ở Tanzania, nơi bà lớn lên và đi học, trước khi đăng ký vào trường đại học. Bà có bằng Tiến sĩ triết học nhân giống cây trồng và di truyền thực vật, đều lấy từ Đại học Ibadan và từ Viện nông nghiệp nhiệt đới quốc tế cũng nằm tại Ibadan.

## Công việc
Trong quá khứ, Mgonja đã từng là nhà khoa học chính trong việc cải tiến các loại ngũ cốc trên đất khô, tại Viện nghiên cứu cây trồng quốc tế cho vùng nhiệt đới bán khô cằn, có trụ sở tại Patancheru, Hyderabad, Telangana, Ấn Độ. Bà cũng đại diện cho Tanzania trong các mạng lưới cây trồng trong Cộng đồng phát triển Nam Phi (SADC) và trong Cộng đồng Đông Phi (EAC). Monja từng là giám đốc quốc gia của Liên minh vì một cuộc cách mạng xanh ở châu Phi (AGRA), một tổ chức được hỗ trợ bởi Bill and Melinda Gates Foundation và Rockefeller Foundation nhằm mục đích cải thiện sản lượng và sản phẩm nông nghiệp bằng cách hỗ trợ nông dân địa phương và công nhân nông trại. Với tư cách là giám đốc quốc gia, Mgonja chủ trương tăng cường áp dụng công nghệ trong nông nghiệp để tăng sản lượng, sản xuất các sản phẩm dư thừa cho thị trường và tăng cường an ninh lương thực.

## Hoạt động khác
Mgonja là thành viên của hội đồng quản trị gồm mười người của Tổ chức Hạt giống Châu Phi, một cơ quan liên chính phủ trong Liên minh châu Phi, chịu trách nhiệm thực hiện Chương trình Công nghệ sinh học và hạt giống châu Phi.